# Aa (Kindersprache)
Aa (oder A-a) ist ein seit Beginn des 19. Jahrhunderts bezeugter kindersprachlicher Ausdruck für Kot. Die Brüder Grimm definierten im Deutschen Wörterbuch:

„aa, m. merda, excrementum, zweisilbig und zweimal betont, ein uraltes wort, dem nur zeugnisse abgehn, anständiger als die gemeinen ausdrücke koth oder dreck, jetzt aber nur wenn mit kindern oder vertraulich gesprochen wird im gebrauch: das ist aa! aa machen, seine nothdurft verrichten.“

Der Ausdruck ist aus der lautmalenden Interjektion a–a substantiviert. Verwendung findet das Wort insbesondere in dem Ausdruck Aa machen.